# It Ain't Easy
It Ain't Easy är ett studioalbum av den amerikanske trubaduren Tom Paxton, utgivet 1991 på skivbolaget Flying Fish Records.

## Låtlista
Förutom där annat anges är samtliga låtar skrivna av Tom Paxton
1. "Something Going On"
2. "It Ain't Easy"
3. "Billy Got Some Bad News Today"
4. "Livin' the Street Life"
5. "Second Nature"
6. "I Was Beautiful"
7. "The Spirit Said 'No'"
8. "When It's Gone, It's Gone" (Tom Paxton/Fred Koller)
9. "Time to Spare"
10. "Home, Sweet Oklahama"
11. "Mister Can't-Go-On"
12. "Poems Written With a Borrowed Pen"
13. "If I Pass This Way Again"